# 65716 Ohkinohama
65716 Ohkinohama è un asteroide della fascia principale. Scoperto nel 1993, presenta un'orbita caratterizzata da un semiasse maggiore pari a 2,4672214 UA e da un'eccentricità di 0,1907816, inclinata di 9,69628° rispetto all'eclittica.